# Frontiers
| 전문가 평가       | 전문가 평가 |
| 평가 점수         | 평가 점수   |
| 출처              | 점수        |
| ----------------- | ----------- |
| AllMusic          | [ 2 ]       |
| Rolling Stone     | [ 3 ]       |
| The Village Voice | D+          |

《Frontiers》는 미국의 록 밴드 저니가 1983년 2월 1일, 컬럼비아 레코드에서 발매한 여덟 번째 스튜디오 음반이다. 1996년의 《Trial by Fire》까지 베이시스트 로스 발레리가 피처링한 이 밴드의 마지막 음반이었다.
이 음반은 빌보드 200 차트에서 2위에 올랐고, 톱 40 싱글 〈After the Fall〉 (23위), 〈Send Her My Love〉 (23위), 〈Faithfully〉 (12위), 〈Separate Ways (Worlds Apart)〉 (8위), 〈Chain Reaction〉에서 록 라디오 히트곡을 얻었다. 이 음반은 나중에 미국 음반 산업 협회 인증을 6배 플래티넘으로 획득했다.

## 배경
이 음반은 저니의 A&R 담당자인 마이클 딜벡와의 마지막 회의에서 두 곡이 원래 라인업인 〈Ask the Lonely〉와 〈Only the Young〉에서 추출되었을 때 순서가 정해졌고 압박을 위해 준비되었다. 이 두 트랙은 〈Back Talk〉와 〈Troubled Child〉로 대체되었다. 〈Ask the Lonely〉는 영화 《환상의 듀엣》의 사운드트랙에 활용되었다. 〈Only the Young〉은 2년 후 영화 《청춘의 승부》의 사운드트랙의 일부로서 톱 10에 진입할 길을 찾았다.
《Frontiers》는 1983년 영국 음반 차트에서 6위에 오르며 영국에서 가장 높은 차트를 기록한 음반이다.

## 커버 아트
짐 웰치가 음반 커버를 디자인했다. 이것은 《Next》 이후 스탠리 마우스와 알튼 켈리의 재능을 채용하지 않은 첫 번째 음반 커버였다.
30년 이상(2022년 기준) 동안 저니의 예술 디자이너였던 웰치는 "《Frontiers》는 미묘한 변화였습니다. 마우스와 켈리는 그 커버에 관여하지 않았습니다. 《Frontiers》에 대한 저의 비전은 "터널"과 시간과 운동의 상대성에 기초했습니다. 빛은 그대로 유지되지만 시간은 구부러집니다. 아티스트 해석을 위한 아인슈타인의 이론이었습니다. 《Frontiers》의 외계인은 전혀 외계인이 아니었고, 저니를 더 높은 수준으로 들을 수 있는 연결고리였습니다."

## 곡 목록
| #  | 제목                             | 작사·작곡                | 재생 시간 |
| -- | -------------------------------- | ------------------------ | --------- |
| 1. | 〈Separate Ways (Worlds Apart)〉 | 스티브 페리, 조나단 케인 | 5:23      |
| 2. | 〈Send Her My Love〉             | 페리, 케인               | 3:55      |
| 3. | 〈Chain Reaction〉               | 페리, 닐 숀, 케인        | 4:21      |
| 4. | 〈After the Fall〉               | 페리, 케인               | 5:01      |
| 5. | 〈Faithfully〉                   | 케인                     | 4:27      |

| #   | 제목                  | 작사·작곡                 | 재생 시간 |
| --- | --------------------- | ------------------------- | --------- |
| 6.  | 〈Edge of the Blade〉 | 페리, 숀, 케인            | 4:30      |
| 7.  | 〈Troubled Child〉    | 페리, 숀, 케인            | 4:29      |
| 8.  | 〈Back Talk〉         | 페리, 케인, 스티브 스미스 | 3:17      |
| 9.  | 〈Frontiers〉         | 페리, 숀, 케인, 스미스    | 4:10      |
| 10. | 〈Rubicon〉           | 페리, 숀, 케인            | 4:19      |

## 인증
| 국가                       | 인증        | 판매량/출하량 |
| -------------------------- | ----------- | ------------- |
| 캐나다 (뮤직 캐나다)       | 플래티넘    | 100,000^      |
| 미국 (RIAA)                | 6× 플래티넘 | 6,000,000^    |
| ^출하량을 기반으로 한 인증 |             |               |